# Zastawcze
Zastawcze (ukr. Заставче; hist. Zastawcze ad Zawałów) – wieś na Ukrainie, w obwodzie tarnopolskim, w rejonie tarnopolskim.
Do 2020 w rejonie podhajeckim.